# Stenhomalus bicolor
Stenhomalus bicolor је врста инсекта из реда тврдокрилаца (Coleoptera) и породице стрижибуба. Сврстана је у потпородицу Cerambycinae.

## Распрострањеност
Врста је распрострањена на подручју Европе и Русије. У Србији је ретка врста, S. bicolor је изузетно ситна врста па је и то делимично разлог недостатка налаза.

## Опис
Глава, пронотум и антене су црне боје или тамнобраон. Покрилца су жућкастобраон обојена. Ноге су браон или жућкастобраон. Антене су дугачке. Дужина тела је од 4 до 6 mm.

## Биологија
Животни циклус траје од једне до две године. Ларве се развијају у мртвим гранама листопадног дрвећа. Адулти су активни током маја и јуна и срећу се на цвећу. Као домаћин јављају се различите врсте листопадног дрвећа (глог, кркавина, смоква, орах, храст, дуд, итд.).

## Синоними
- Obrium bicolor Kraatz, 1862
- Stenhomalus bicolor (Kraatz, 1862)
- Obriopsis bicolor (Kraatz, 1862)